# Yudong, Chongqing
Yudong  är ett stadsdelsdistrikt i sydvästra Kina. Det ligger i stadsdistriktet Banan  i storstadsområdet Chongqing, omkring 20 kilometer söder om det centrala stadsdistriktet Yuzhong. 